# ТЕС Козениці
ТЕС Козениці — вугільна теплова електростанція в центральній частині Польщі за сім десятків кілометрів на південь від Варшави, біля села Сьверже-Ґурне.

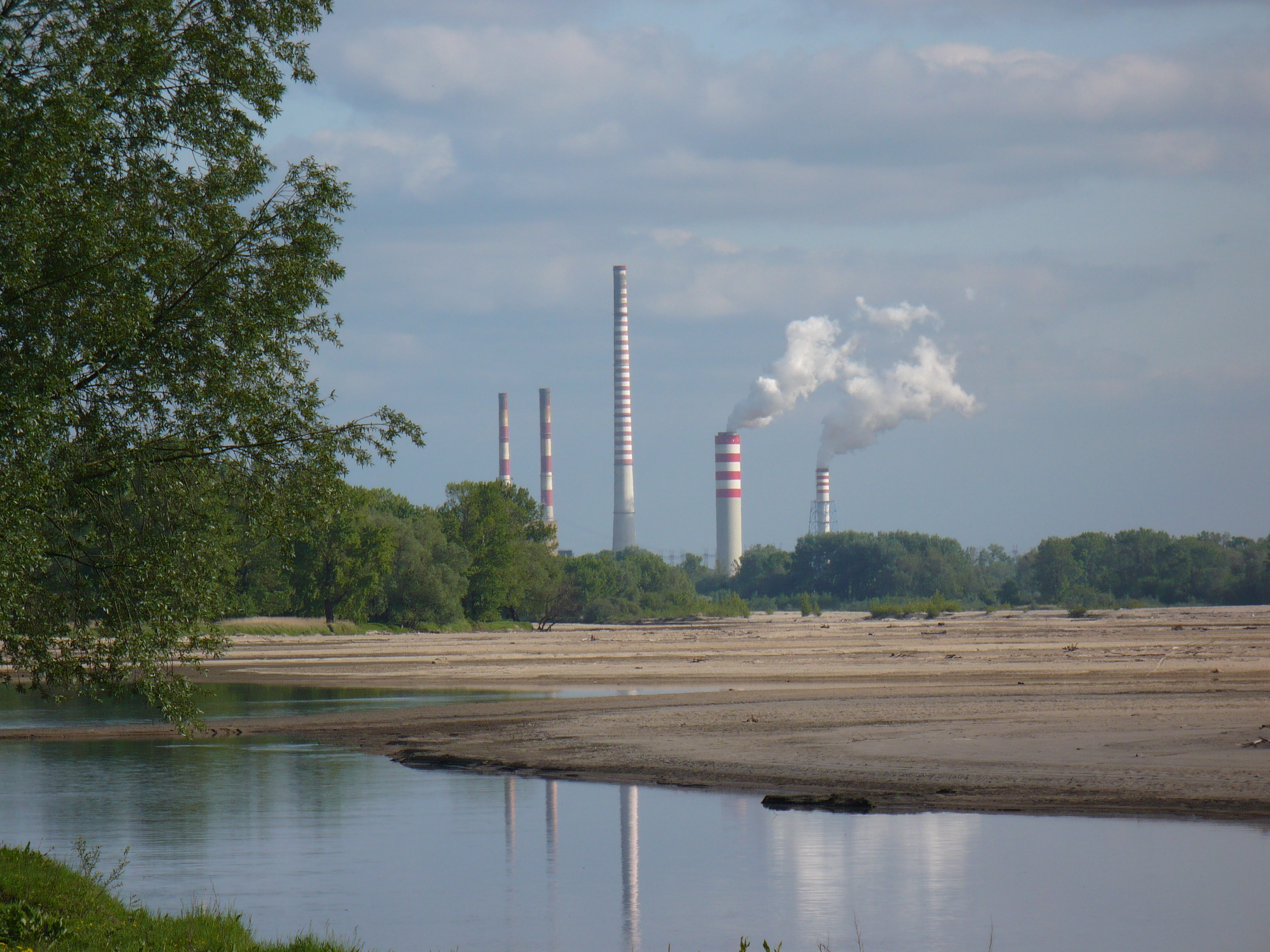
Станція у 2012 році. По центру димар блоків 9—10 (наразі частково демонтований), ліворуч два однакові димарі блоків 1—8, праворуч димарі установки десульфуризації блоків 9—10 та один з димарів аналогічної установки блоків 1—8

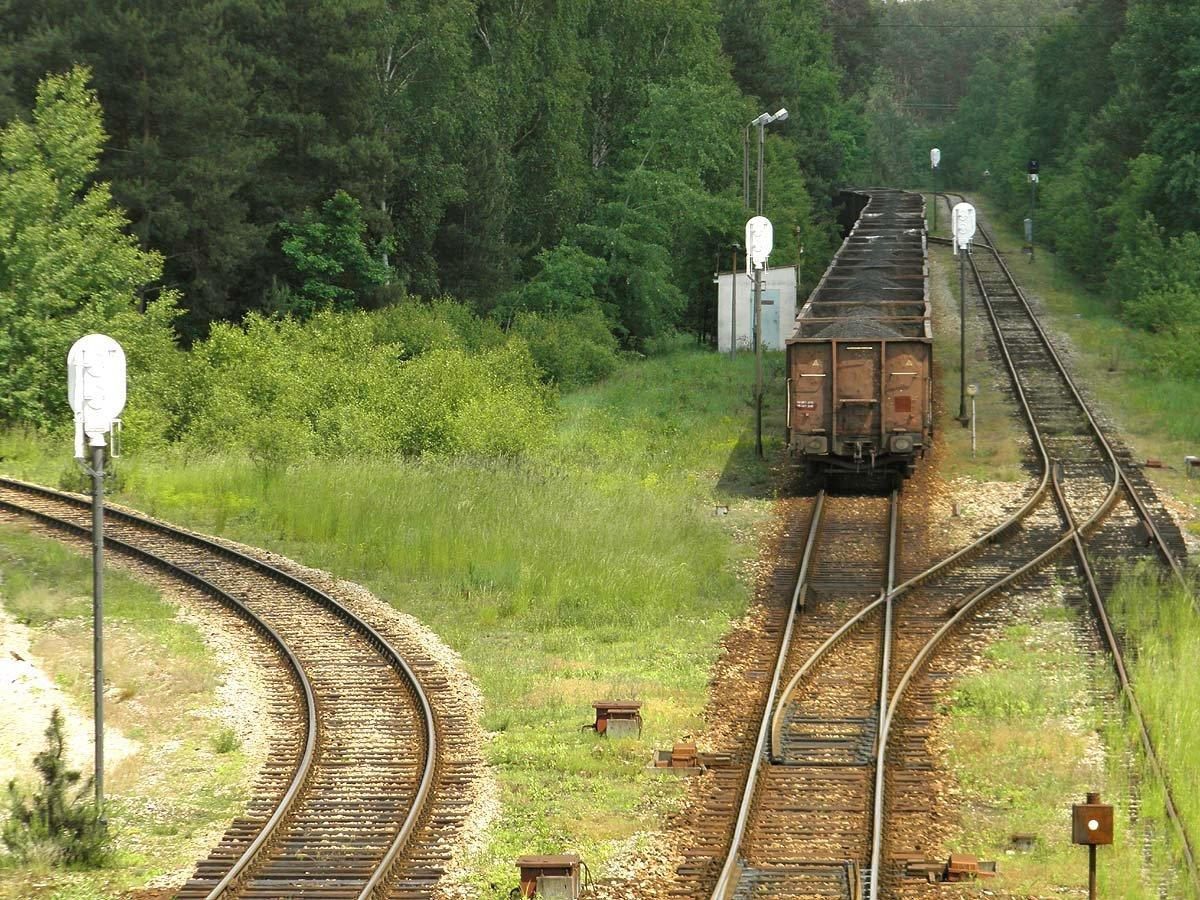
Залізничні колії, якими на станцію доправляють вугілля

З 1972 по 1975 роки на майданчику станції звели вісім енергоблоків потужністю по 200 МВт. Їх обладнали котлами рацибузької компанії Rafako ОР-650, турбінами 13К215 виробництва Zamech (Ельблонг) генераторами TWW200, постаченими Dolmel (Вроцлав).
В 1978-му та 1979-му додали два значно потужніші блоки з показниками по 500 МВт, де змонтували котли Deutsche Babcock АР-1650, турбіни Ленінградського механічного заводу K-5-166-2 та генератори Електросила TWW500.
В подальшому енергоблоки станції модернізували (типовий показник становить 230 МВт для блоків 1—8 та 560 МВт для № 9 та № 10), так що станом на середину 2010-х вона мала потужність у 2941 МВт.
У 2017-му став до ладу блок № 11 потужністю 1075 МВт, споруджений з використанням технології ультрасуперкритичних параметрів пари. Основне обладнання для нього постачила компанія Mitsubishi Hitachi. Паливна ефективність цього об'єкту становить 45,6 %, тоді як для старих блоків показник становить лише 36,6 %.
Станом на кінець 2020-х виведення енергоблоків 1—10 з експлуатації планувалось на період від 2029-го по 2041-й, тоді як блок № 11 повинен працювати до 2050 року.
Воду для охолодження отримують з Вісли, на лівому березі якої розташований майданчик ТЕС.
Для видалення продуктів згоряння блоків 1—8 спорудили два димарі висотою по 200 метрів, тоді як споруда для блоків 9 та 10 досягала висоти 300 метрів. В 2010-му після запуску установки десульфуризації газів блоків 9 та 10 з'явився ще один димар заввишки 150 метрів і до такого ж показника зменшили висоту димаря цих блоків. В подальшому при установці десульфуризації блоків 1—8 запрацювали ще два димарі.
Видача продукції відбувається по ЛЕП, розрахованих на роботу під напругою 400 кВ, 220 кВ та 110 кВ.